# Basílica

Basílica de São Pedro, Vaticano.

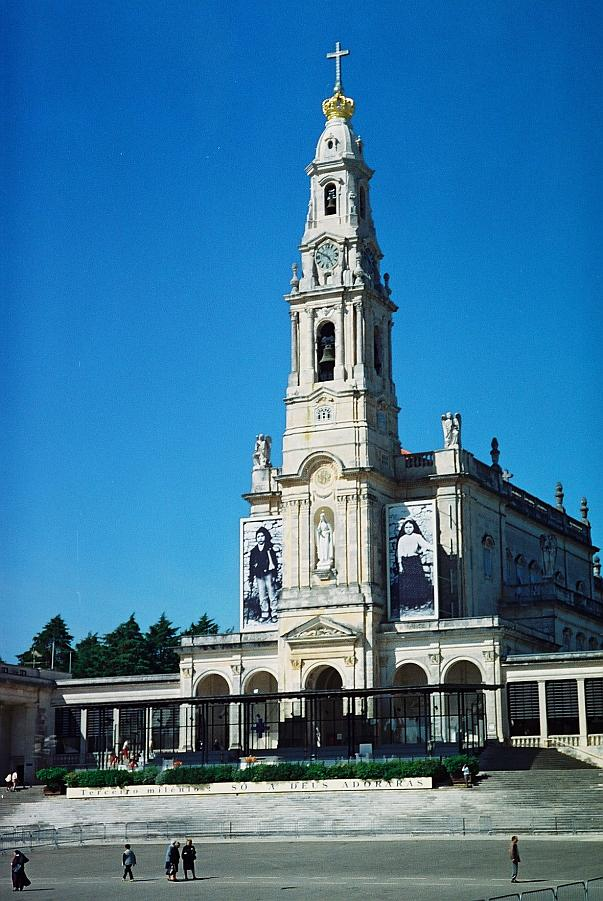
Basílica de Nossa Senhora do Rosário, Fátima, Portugal.

Em arquitetura, basílica é um grande espaço coberto, destinado à realização de assembleias cuja origem remonta à Grécia Helenística. O seu modelo foi largamente desenvolvido pelos Romanos, sendo mais tarde adaptado como modelo para os templos cristãos.

## Arquitetura Romana

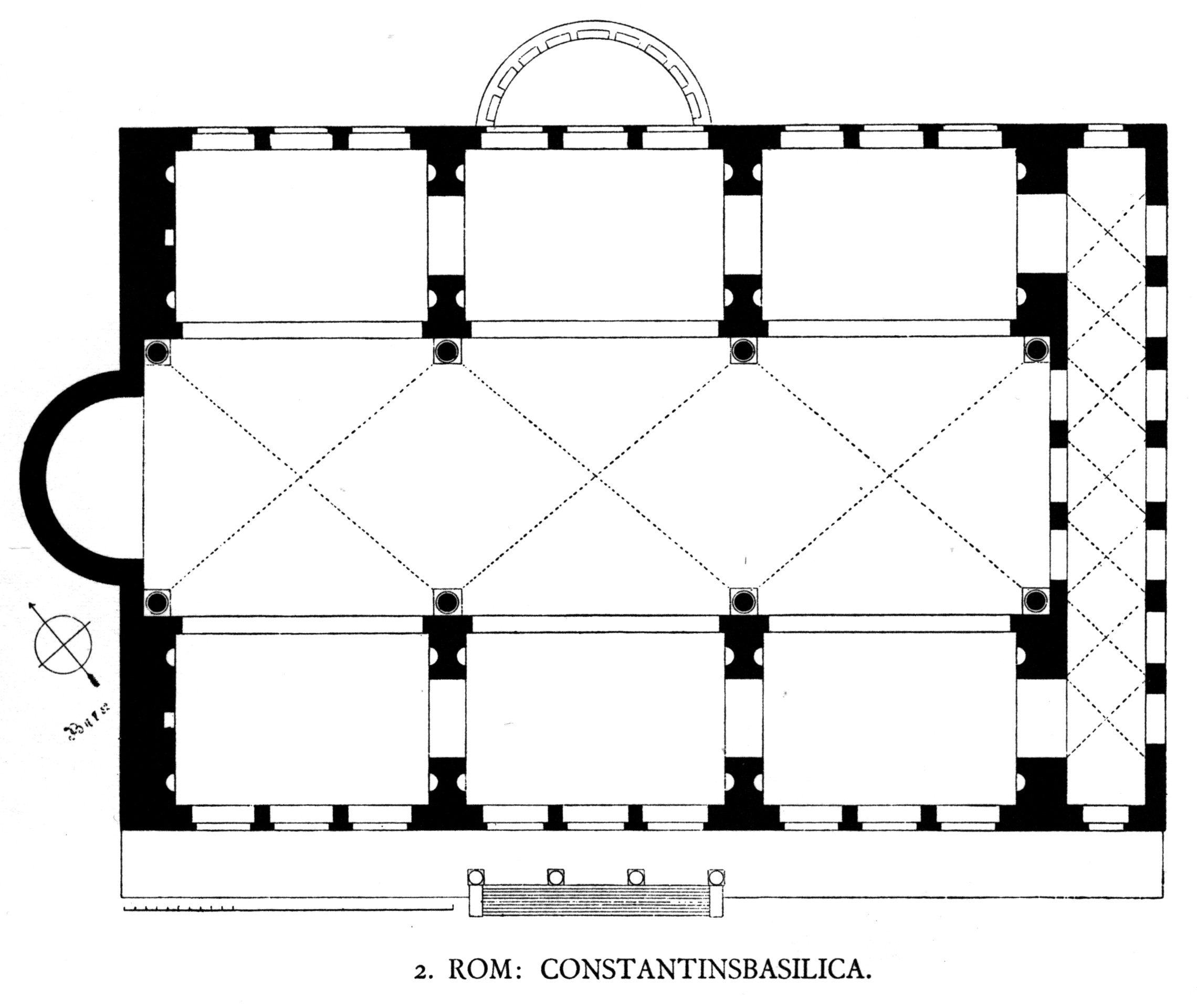
Planta da Basílica de Constantino, Roma.

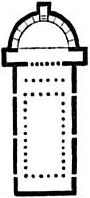
Planta da Basílica Emília, Roma.

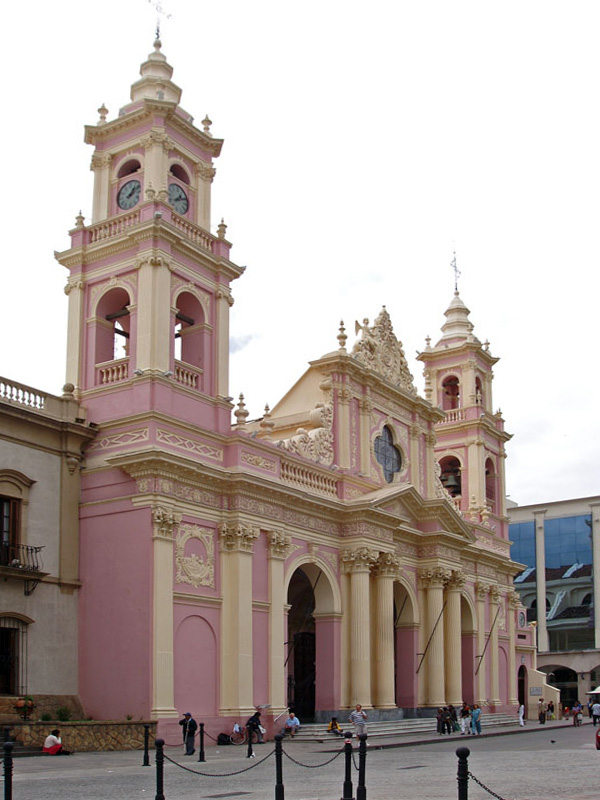
Basílica de Salta.

A Basílica romana descende das Ágoras colunadas gregas, sendo que estes espaços romanos eram cobertos. Na sua génese, as basílicas romanas eram edifícios multifuncionais, que poderiam albergar áreas públicas, políticas, comerciais e sociais. Eram espaços de reunião destinados a assembleias cívicas, funcionando muitas vezes como tribunais ou espaços comerciais (lota/leilões), tornando-se um edifício central e indispensável em qualquer cidade importante. A basílica era um edifício grande e oblongo, geralmente composto por uma nave central, duas colaterais e uma ou mais absides. As naves laterais são mais baixas, por forma a não obstruir as janelas altas (clerestório) na parte superior da nave central. Numa posição bem visível, ao fundo, estava a tribuna que mais tarde seria adaptada transformando-se no altar e no púlpito do culto cristão. 

### Basílicas doFórum Romano
- Basílica Júlia - Roma, Itália
- Basílica Emília - Roma, Itália
- Basílica de Constantino- Roma, Itália

## Arquitectura cristã

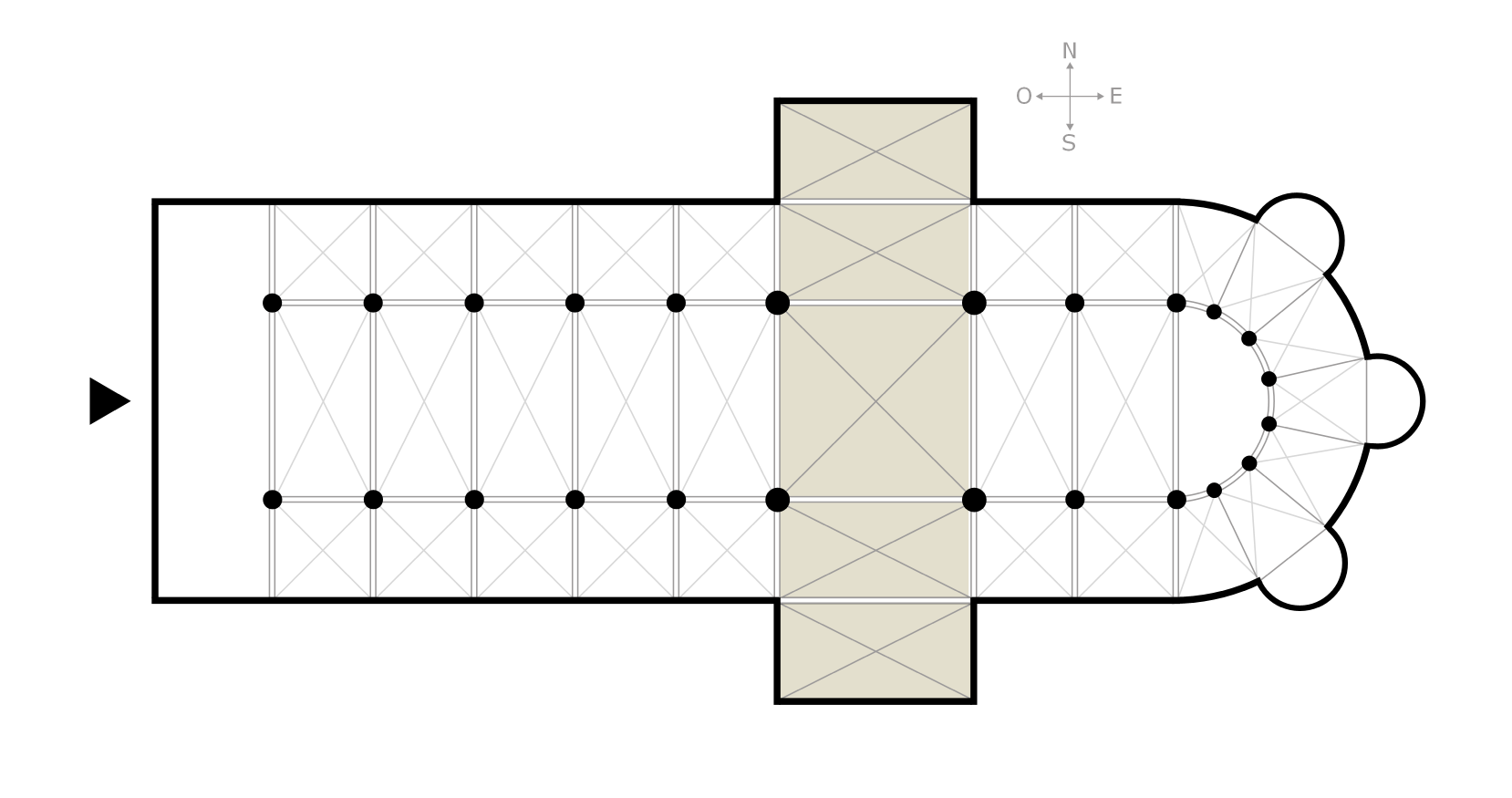
Representação esquemática da planta de uma catedral. O transepto é a área colorida.

A basílica romana foi adaptada pelo Cristianismo porque aliava o interior espaçoso adaptado à realização de assembleias, exigido pelo culto cristão, à grandiosidade que convinha à nova religião (note-se o paralelo com o termo "assembleia de Deus"). Por outro lado tratando-se de um edifício oficial não seria conotado com o paganismo. Na abside onde antes se situava o tribunal (lugar de poder) situam-se agora os assentos concêntricos do clero e o altar. Esta abside é quase sempre orientada a Este. A entrada que antes era feita lateralmente, passa a fazer-se a eixo com o altar: uma reminiscência dos templos egípcios. O seu interior dividia-se longitudinalmente numa nave central flanqueada por duas ou quatro naves. Ao corpo principal da igreja foi acrescentado um transversal: o transepto que dividia a igreja em dois espaços - para os fiéis e para o clero, e acrescentava o simbolismo da planta em cruz latina. À fachada simples foram acrescentadas duas torres e, por vezes, um nártex.
O termo também se aplica a igrejas, tal como as igrejas paleocristãs concebidas como mundos interiores que representam o civitas dei.

## Basílicas católicas

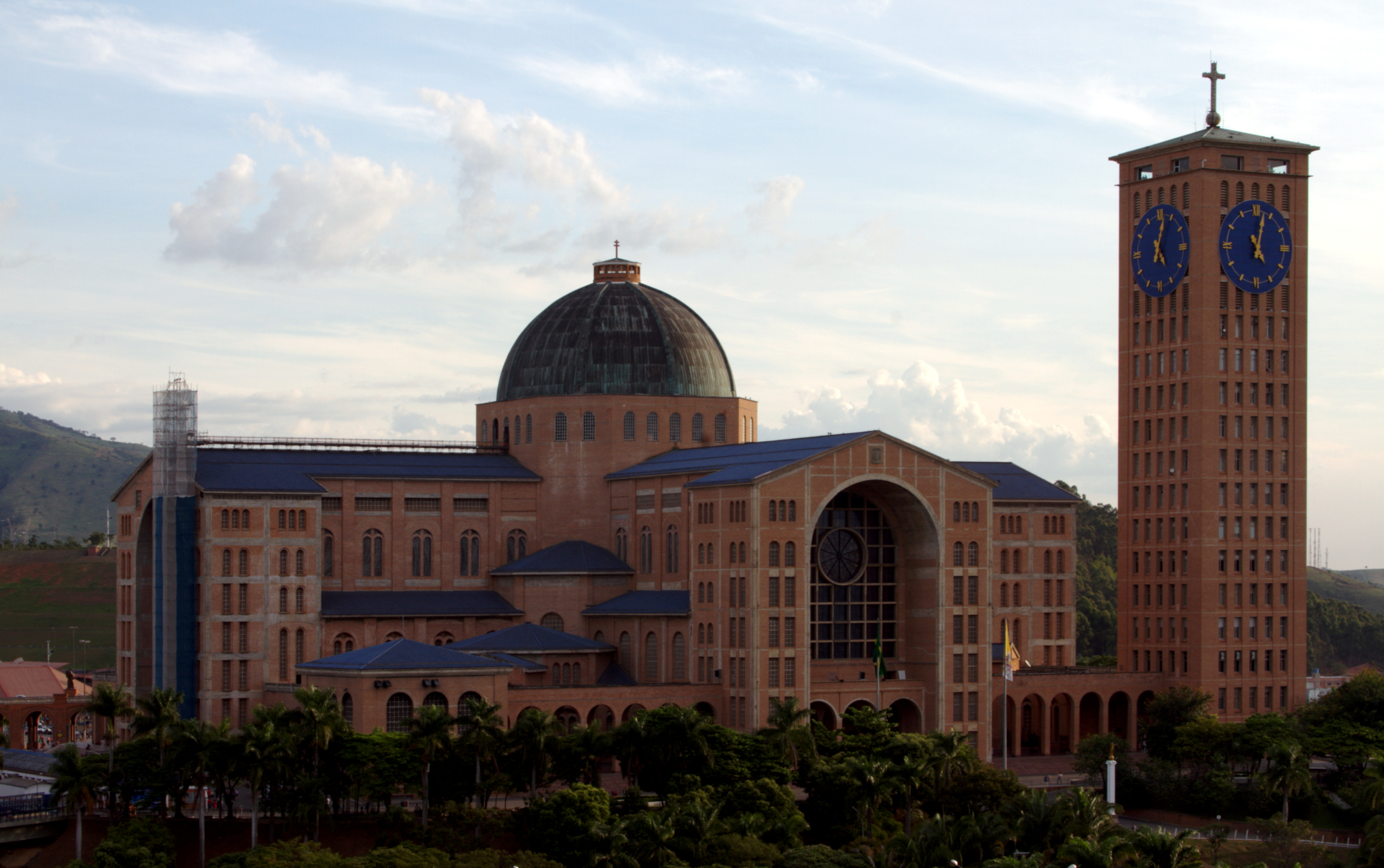
Basílica de Aparecida, a maior basílica dedicada a Maria.

### Basílicas Maiores ou Papais
As basílicas maiores (em latim: basilica major), antigamente conhecidas como basílicas patriarcais e hoje chamadas de basílicas papais, estão, desde o século XVII, diretamente sob autoridade do Papa. Têm privilégios especiais e abrigam um altar e um trono papal. Nos Anos Santos abrem as suas "Portas Santas" (Porta Sancta). São elas:
- Arquibasílica de São João de Latrão - Catedral da Diocese de Roma (S. Giovanni in Laterano);
- Basílica de São Pedro - Vaticano (San Pietro in Vaticano)
- Basílica de Santa Maria Maior - Roma (S. Maria Maggiore);
- Basílica de São Paulo Extramuros - Roma (S. Paolo fuori le Mura).

### Basílicas menores

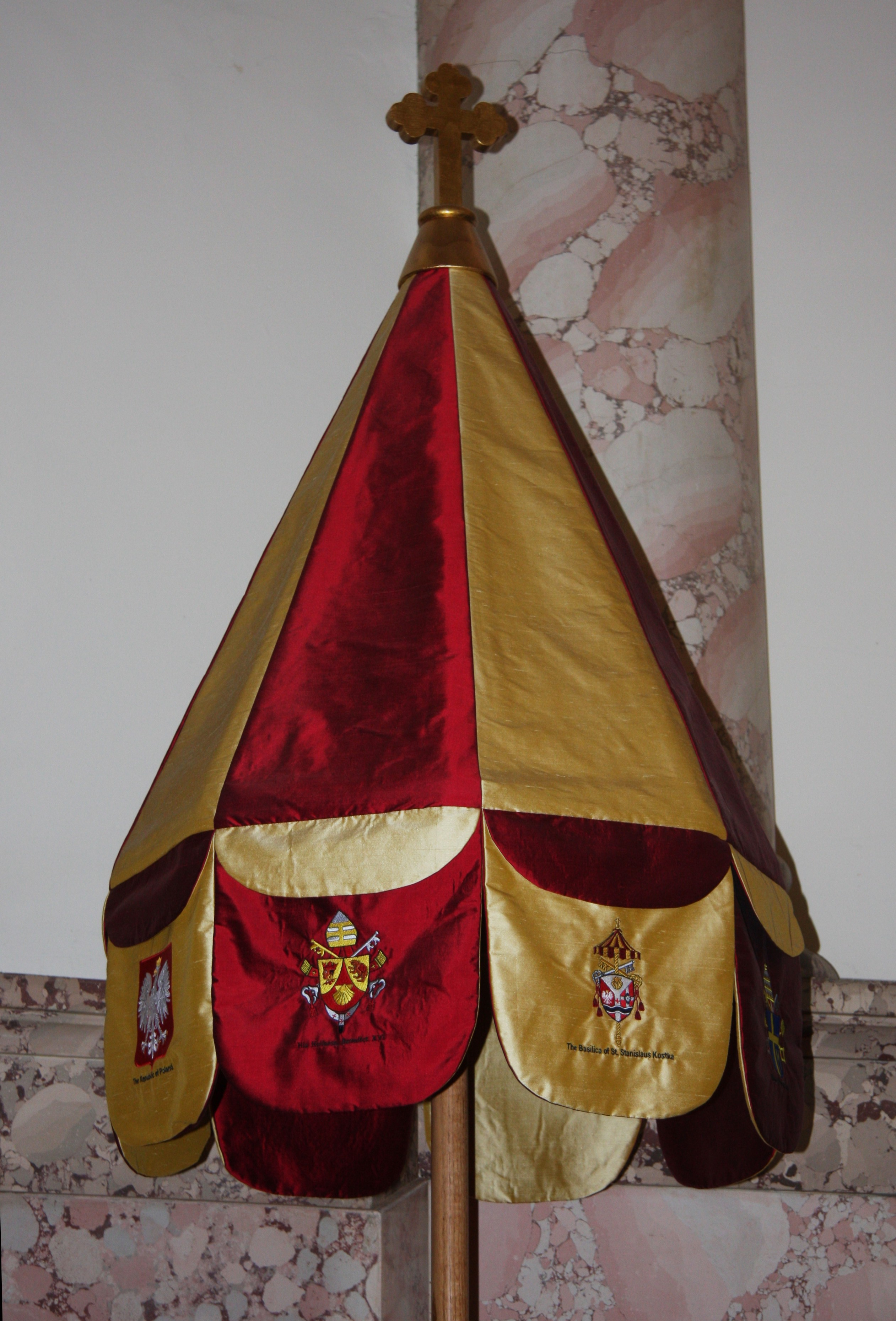
Umbráculo Papal, privilégio concedido às Basílicas, é colocado no lado direito do altar-mor.

Basílica menor ou Basílica é um título honorífico concedido pelo Papa a igrejas em diversos países do Mundo consideradas importantes por diversos motivos tais como:
- Veneração que lhe devotam os cristãos,
- Transcendência histórica e
- Beleza artística de sua arquitetura e decoração.

Em Roma há 59 basílicas menores.
Bento XVI concedeu o título patriarcal, depois papal, a duas Basílicas menores:
- Basílica de São Francisco de Assis, em Assis
- Basílica de Santa Maria dos Anjos, em Assis

Existem ainda algumas igrejas de peregrinação; como contêm relíquias particularmente importantes, o papa Bonifácio VII (r. 1294–1303) determinou indulgência plenária a quem as visitasse. São as quatro basílicas papais mais:
- Basílica de São Sebastião das Catacumbas ou S. Sebastiano fuori le Mura
- Basílica de São Lourenço Fora de Muros ou S. Lorenzo fuori le Mura
- Basílica de Santa Cruz de Jerusalém ou S. Croce in Gerusalemme.

| Região  | Basílicas                   |
| ------- | --------------------------- |
| Europa  | 1 333 (4 basílicas maiores) |
| América | 402                         |
| Ásia    | 66                          |
| África  | 23                          |
| Oceania | 7                           |
| Total   | 1.827                       |